# Марьяновка (Хорошевский район)
Марья́новка (укр. Мар'янівка) — село на Украине, основано в 1900 году, находится в Хорошевском районе Житомирской области.
Население по переписи 2001 года составляет 91 человек. Почтовый индекс — 12121. Телефонный код — 4145. Занимает площадь 0,82 км².

## Адрес местного совета
12121, Житомирская область, Хорошевский р-н, с. Суховоля, ул. Кирова, 5, тел.: 2-22-59